# Täftesträsket
Täftesträsket är en sjö i Umeå kommun i Västerbotten och ingår i Sävarån-Tavelåns kustområde. Sjön är 17,5 meter djup, har en yta på 2,22 kvadratkilometer och befinner sig 139,9 meter över havet. Sjön avvattnas av vattendraget Täfteån. Vid provfiske har bland annat abborre, gers, gädda och lake fångats i sjön.

## Delavrinningsområde
Täftesträsket ingår i det delavrinningsområde (711359-171655) som SMHI kallar för Utloppet av Täftesträsket. Medelhöjden är 151 meter över havet och ytan är 12,2 kvadratkilometer. Räknas de 2 avrinningsområdena uppströms in blir den ackumulerade arean 20 kvadratkilometer. Avrinningsområdets utflöde Täfteån mynnar i havet. Avrinningsområdet består mestadels av skog (71 procent). Avrinningsområdet har 2,22 kvadratkilometer vattenytor vilket ger det en sjöprocent på 18,2 procent.

## Fisk
Vid provfiske har följande fisk fångats i sjön:
- Abborre
- Gärs
- Gädda
- Lake
- Mört
- Nors